# 克里斯蒂安·勒布朗
克里斯蒂安·勒布朗（Christian Jules LeBlanc，1958年8月25日—）是美國的一位演員。他最著名的作品是在CBS肥皂劇《年輕和騷動不安的一族》中飾演Michael Baldwin角色。他獲得過艾美獎的提名。